# Perugia Big Band
La Perugia Big Band (in sigla PBB) è una storica jazz band italiana, fondata a Perugia in Umbria nel 1973 e tuttora in attività.

## Storia

### La prima Perugia Big Band
L'orchestra jazz della città di Perugia è fra le più longeve del genere in Italia e nasce nel 1973 grazie alla volontà di alcuni musicisti appassionati di musica jazz del capoluogo umbro, nello stesso anno in cui vedeva la luce il celeberrimo festival musicale Umbria Jazz. Il primo concerto si tenne sotto la direzione del maestro Alfio Galigani il 30 dicembre 1973 alla Sala dei Notari del Palazzo dei Priori, nel centro storico di Perugia.
Fin dalle origini, la PBB si è esibita principalmente in Italia, effettuando anche tournée in Germania, Romania, Cecoslovacchia.
Le origini della Perugia Big Band e la sua storia fino al 1997 sono raccontate in un libro edito nel 2003 da Zefiro Edizioni e curato da Vinicio Pagliacci e Gianfranco Ticchioni, "Jazz e non solo jazz a Perugia e dintorni. I gruppi di musica leggera dagli anni ’30 agli anni ’60 del XX° secolo e la Perugia Big Band".
In oltre 45 anni di storia e passione, con un vastissimo repertorio che ripropone il sound della swing era e quello delle grandi orchestre americane dagli anni ’20-'30 fino ai giorni nostri, PBB ha collaborato fra gli altri con Paul Jeffrey, Tullio de Piscopo, Lalla Morini, Gabriele Mirabassi, Francesco Santucci, Andrea Tofanelli, Massimo Nunzi, Greta Panettieri, Alessandro Paternesi, Eleonora Bianchini, Ashley Locheed, Karima.
Ambasciatrice musicale dell’immagine della Città di Perugia e della Regione Umbria, ha all'attivo oltre 350 concerti nei festival e nei teatri d’Europa, 3 partecipazioni a Umbria Jazz (1974, 1983, 1987), 3 dischi, 2 DVD video, numerose presenze TV in Italia e all’estero (1995 a Buona Domenica con Maurizio Costanzo su Canale 5, Piacere Rai Uno, ecc), un libro che ripercorre la storia della band con aneddoti e curiosità.

### La seconda Perugia Big Band
La PBB si è costituita in Associazione culturale nel 2013 per valorizzare i giovani musicisti del territorio e diffondere la cultura musicale, creare progetti culturali, produrre eventi pubblici e privati. L'orchestra prosegue tuttora nella sua attività concertistica.
Nel 2013, l'incisione di un’esibizione live della Perugia BigBand è selezionata per aprire la raccolta “Gli Inizi” dedicata ad Umbria Jazz 40th anniversary, edita da L’Espresso e presentata da Stefano Bollani.
Nel 2014 l’orchestra pubblica il nuovo CD “The 40th Anniversary Concert” 1973-2013, registrato dal vivo al Teatro Brecht di Perugia.
Nel 2015 è prodotto il DVD “Christmas in Blue”, dal concerto di Natale con Gabriele Mirabassi e la Bottega Corale della Banda degli Unisoni al Teatro Morlacchi di Perugia. Sempre del 2015 è il tributo “The Voice to swing”, pensato nei 100 anni della nascita di Frank Sinatra.
Dal 2015 al 2020 l'Associazione Culturale Perugia Big Band organizza e cura la direzione artistica di 5 edizioni della rassegna "Food&Jazz dal Vino" all'Hotel Giò di Perugia.
Nel 2016 viene prodotto il DVD “Stardust – live sotto le stelle” con Greta Panettieri alla Sala dei Notari, nel 2017 il DVD “A Merry Swingin’Grifo Christmas”.
Nel giugno 2017 per il cartellone “Summertime”, la PBB presenta alla Casa del Jazz di Roma un progetto musicologico di Massimo Nunzi sull’influenza del jazz orchestrale sulla tv e il cinema degli anni '60.
Il 31 agosto 2017 la band si esibisce con successo nel concerto inaugurale della maratona benefica “Il Jazz Italiano per le terre del sisma”, presentata da Silvia Alunni con Paolo Fresu. Il progetto, coordinato e gestito da Associazione I-Jazz, Associazione Midj e Casa del Jazz con il contributo del MIBACT ed il main sponsor SIAE, vede protagonisti oltre 700 musicisti italiani nei centri di Scheggino, Camerino, Amatrice e l'Aquila, duramente colpiti dal terremoto del centro Italia del 2016 e del 2017.
Nel 2018 nasce “Jazzmen at work”, idea realizzata in collaborazione con il Teatro Franco Bicini, storico avamposto di peruginità con la Compagnia del Canguasto, che permette al pubblico di assistere gratuitamente ad una serie di prove aperte d’insieme della jazz orchestra cittadina.
Lo stesso anno, in occasione della XVI edizione del festival umbro Musica per i Borghi curato dal maestro Peppe Vessicchio la PBB porta in scena uno show dal sapore internazionale dedicato al grande compositore Burt Bacharach, affidando la voce alla jazz vocalist statunitense Ashley Locheed (collaborazioni e tour con Michael Bolton, Engelbert Humperdinck, Arturo Sandoval).
“Take the Jazz Train” è invece il mini-tour estivo che porta l’orchestra ad esibirsi fra Umbria e Marche, da Perugia a Montefalco, da Recanati a Torgiano.
Nel giugno 2019 la Big Band esegue il Sacred Concert di Duke Ellington nella Basilica di San Nicola di Tolentino con il Coro Polifonico Città di Tolentino e i Coristi a Priori.
Nel novembre 2019 PBB è al Teatro Manini di Narni con Karima per un concerto di Visioninmusica, tributo a Burt Bacharach e alla cantante pop-soul Dionne Warwick.
L'8 dicembre 2019, mai rappresentato prima d'ora in Umbria, nell'Abbazia di San Pietro a Perugia insieme al coro polifonico città di Tolentino, i Coristi a Priori di Perugia e il soprano solista Marta Raviglia, avrà luce il Sacred Concert di Duke Ellington.
Nello stesso anno ha avvio il progetto di turismo musicale “Qua e là per l'Umbria con Duke Ellington”, realizzato grazie al contributo della Fondazione Cassa di Risparmio di Perugia. Dopo il debutto al Teatro Piccolo di Montecastello di Vibio in provincia di Perugia,( il più piccolo teatro all'italiana e uno dei più piccoli teatri storici), il tour prosegue fino all'estate 2020, toccando le cittadine di Compignano di Marsciano, Panicale, Perugia, Gubbio(in collaborazione con il Jazz Club Gubbio e il Gubbio No Borders festival) e Norcia.
A dicembre 2020, nel primo Natale della pandemia COVID-19 i musicisti della Perugia Big Band producono un videoclip suonando lo standard My favorite things ciascuno da casa, affidandone la distribuzione al Comune di Perugia: "È l'augurio più grande che ci scambiamo, quello di poter tornare alla normalità nel nuovo anno”.
Nel 2021 la band è stata costretta ad uno stop forzato, interrotto a fine anno da due esibizioni di pregio con finalità benefiche: una il 7 dicembre nella Sala della Pace del Santuario di Santa Rita da Cascia (dove ha presentato il “Sacred Concert” con la solista Marta Raviglia e il Coro dell'Università di Perugia), l'altra a Città di Castello il 12 dicembre con "Un abbraccio in musica”, concerto di Natale pro Associazione Altotevere Contro il Cancro.
Nel 2022 matura il progetto che segna l'evoluzione artistica e l'impegno costante nel mondo della musica della PBB: "Playing The Italian Songbook", divenuto poi uno dei punti focali anche dell'anno successivo, dapprima con un crowdfunding e quindi con l'uscita del nuovo album della Perugia Big Band. Un progetto discografico innovativo, che rappresenta una primizia nel panorama musicale italiano e vede la collaborazione di quattro musicisti dell'orchestra in veste di arrangiatori: Massimo Morganti, Riccardo Catria, Sauro Alicanti e Riccardo Tonello. Presenta reinterpretazioni uniche di 10 classici della canzone italiana, da Battisti a Dalla, creando un'esperienza musicale coinvolgente e sorprendente. Preceduto da alcuni concerti, viene registrato agli Entropya Studios il 25, 26 e 27 ottobre 2022 ed esce il 1º Luglio 2023 per Barly Records.
Nel decennale della sua costituzione, oltre a presentare il nuovo album, l'Associazione Culturale Perugia Big Band lancia il PBB LAB, laboratorio di musica d'insieme intergenerazionale che offre a giovani talenti musicali umbri l'opportunità di crescere e svilupparsi sotto l'ala protettiva della big band madre. Diretta da Riccardo Catria l'Orchestra del PBB LAB debutta al Circolo Arci "La Piroga" di Perugia il 2 giugno 2023 con "Jazz Republic", non stop musicale durante cui viene eseguita in anteprima assoluta un arrangiamento per big band de "Il canto degli Italiani", curato dallo stesso Catria.
Nel 2025 la Perugia Big Band ha affiancato il sassofonista statunitense Bob Mintzer, membro degli Yellowjackets e direttore della WDR Big Band di Colonia, in un concerto straordinario tenutosi a Marsciano (PG). L'evento ha rappresentato un unicum per l'Umbria, con la presenza di uno dei protagonisti assoluti del jazz mondiale sul palco insieme alla storica formazione perugina.
Nello stesso anno, sotto l’etichetta Encore Music Label, è stato pubblicato l’album "Orchestral Suite No. 1", firmato da Riccardo Catria, trombettista e per l'occasione direttore musicale della PBB. Il disco, registrato con la Perugia Big Band e arricchito da ospiti internazionali quali Jeff Ballard, Gabriele Evangelista, Marta Raviglia e Massimo Morganti, esplora un linguaggio originale a cavallo tra jazz orchestrale e musica contemporanea, ricevendo apprezzamenti anche da personalità come Enrico Rava.

### Direzione d'orchestra e arrangiamenti
La direzione della Perugia Big Band è affidata oggi al maestro Massimo Morganti,trombonista, compositore e arrangiatore.
L'attuale presidente dell'associazione culturale Perugia Big Band e direttore artistico è il maestro Ferdinando “Nando” Roselletti. Già polistrumentista ed esperto arrangiatore nato a Perugia nel 1944, è stato cofondatore e bandleader dell'orchestra dal 1986 al 2018.

## Formazione

### La prima formazione
- Sax: Ledo Lazzerini, Memmo Bianconi, Oliviero Ciacci, Orfeo Morettini, Vinicio Pagliacci
- Trombe: Tullio Scortecci, Gianfranco Ticchioni, Claudio Jacopi
- Tromboni: Augusto Marcelli, Aurelio Tacconi
- Ritmica: Franco Caligiani (pianoforte), Nando Roselletti / Silvano Pergalani (chitarra), Sauro Peducci (contrabbasso), Sigismondo Giostrelli / Renato Peppoloni (batteria)
- Direttore: Miro Graziani

### Formazione e musicisti attuali
L'organico della formazione è quello tipico di una Big Band e conta 20 elementi, comprendendo musicisti di Umbria, Marche e Toscana.
Il line-up attuale è variabile e comprende i musicisti seguenti:
Ance: (reed section):
- Sax alto: Alberto Mommi, Fabrizio Rapastella, Sauro Truffini
- Sax tenore: Lorenzo Bisogno, Francesco Angeli, Sauro Alicanti
- Sax baritono: Leonardo Minelli, Francesco Angeli

Ottoni (brass section):
- Trombe: Daniele Giardina, Cesare Vincenti, Simone Procelli, Riccardo Catria
- Tromboni: Andrea Angeloni, Paolo Acquaviva, Nicolas Vietti, Daniele Maggi, Pierluigi Bastioli

Sezione ritmica:
- Pianoforte: Manuel Magrini, Daniele Del Gobbo
- Tastiere: Mauro Radici
- Chitarra: Alessio Capobianco, Matteo Parretta
- Contrabbasso: Manuele Montanari, Ludovico Carmenati
- Batteria: Alessandro Nitti, Zeno Le Moglie
- Percussioni: Roberto Gatti

Voci:
- Vocalist: Silvia Pierucci
- Vocalist: Davide Tassi

Direzione: Massimo Morganti
Arrangiamenti: Massimo Morganti, Riccardo Catria, Ferdinando "Nando" Roselletti, Sauro Alicanti
Addetto Stampa, PR & Comunicazione: Mauro Radici

## Discografia
- 1977 - Rapsodia Americana (disco in vinile 45 giri)[38]
- 1982 - Jazz in Umbria (disco in vinile 33 giri)[39]
- 2013 - The 40th Anniversary Concert (CD, autoprodotto)[40]
- 2015 - Christmas in Blue feat. Gabriele Mirabassi (DVD video, autoprodotto)[41]
- 2016 - Stardust feat. Greta Panettieri (DVD video, autoprodotto)[42]
- 2023 - PBB Playing the Italian Songbook (CD, Barly Records)[43]